# Paolo Alberto Rossi
Paolo Alberto Rossi (28 de octubre de 1887 - 2 de noviembre de 1969) fue un diplomático italiano que experimentó la caída de Shanghái durante la Campaña de Shanghái y es el autor de La Conquista Comunista de Shanghai: Una Advertencia a Occidente.

## Infancia y Adolescencia
Rossi nació en Roma en el año 1887. Su padre, Egisto, fue un estudioso toscano del sánscrito y su madre era Americana, cuyo tío fue Laurenus Clark Seelye, el primer presidente del Smith College. Después de su graduación en la escuela secundaria de Mount Vernon, Nueva York, en el año 1912, Rossi recibió una licenciatura en derecho de la Universidad de Roma.

## Carrera
Rossi sirvió en el Ejército italiano como oficial de infantería en la Primera Guerra Mundial. Fue herido en el Carso en el suroeste de Eslovenia. Después de una breve práctica jurídica en Roma, en 1920 fue nominado y asignado para servir como Vicecónsul italiano en Nueva York y, a continuación, Cónsul General italiano de Pittsburgh y Nueva Orleans. En la década de 1930 Rossi sirvió en el Ministerio de Asuntos Exteriores en Roma y en los consulados de Alepo, Esmirna y Sarajevo. En 1947, reabrió el Consulado General de la Nación en Marsella.

## Servicio en Shanghái
Entre 1948 y 1952 Rossi fue el ministro Plenipotenciario del Consulado Italiano en Shanghái. Fue testigo de la caída de Shanghái por los comunistas liderados por Mao Zedong. En 1970, Rossi publicó un libro al respecto: La Conquista Comunista de Shanghai: Una Advertencia a Occidente.
En Shanghái, Rossi fue conocido por ser un "hombre muy culto, que hablaba inglés espléndidamente". Participó en el Club Chino de Corresponsales Extranjeros alojado en el Hotel Broadway Mansions.